# Distretto di Pristina
Il distretto di Pristina è un distretto del Kosovo istituito dall'ONU nel 1999 e sottoposto da allora sotto l'amministrazione dell'UNMIK.

## Comuni
Il distretto si divide in otto comuni:
- Fushë Kosovë/Kosovo Polje
- Gllogoc/Drenas/Glogovac
- Gracanicë/Gračanica
- Lipjan/Lipljan
- Novobërdë/Novo Brdo
- Obiliq/Kastriot/Obilić
- Prishtinë/Priština
- Podujevë/Podujevo